# 维勒希安
维勒希安（法語：Villechien，法語發音：[vilʃjɛ̃]）是法国芒什省的一个旧市镇，属于阿夫朗什区。2016年，维勒希安与临近的4个市镇合并为新市镇莫尔坦博卡日。

## 地理
维勒希安（48°34'46"N, 0°59'11"W）面积10.83 平方千米，位于法国诺曼底大区芒什省，该省份为法国西北部沿海省份，西、北、东北三面环大西洋，东起顺时针与卡爾瓦多斯省、奧恩省、马耶讷省和伊勒-维莱讷省接壤。
与维勒希安接壤的市镇（或旧市镇、城区）包括：图谢圣母村、拉庞蒂、米伊、罗马尼-丰特奈、圣桑福里安德蒙。

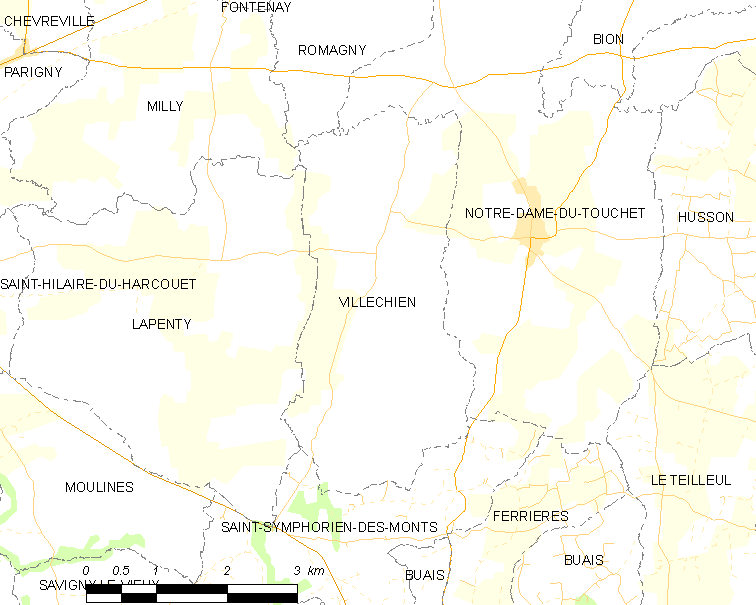
维勒希安的OSM定位图

维勒希安的时区为UTC+01:00、UTC+02:00（夏令时）。

## 行政
维勒希安的邮政编码为50140，INSEE市镇编码为50638。

## 政治
维勒希安所属的省级选区为勒莫尔泰奈县。

## 人口

1962-2008年间维勒希安人口变化图示

维勒希安于2018年1月1日时的人口数量为172人。